# Cold Fact
Cold Fact fue el primer álbum del músico y compositor estadounidense Rodríguez, editado en marzo de 1970 por el sello Sussex Records. Incluye canciones que combinan folk rock, rock psicodélico y pop con letras de contenido social.

## Repercusión
Las ventas del disco fracasaron en Estados Unidos debido en parte a que su sello era distribuido por Buddah Records, otra compañía discográfica que apenas tenía acceso al circuito de emisoras Fm orientado en ese entonces a divulgar artistas de géneros similares.
Sin embargo se convirtió en un disco de culto en Sudáfrica donde vendió alrededor de 60.000 copias, una cifra inusual para ese país, sin contar la distribución en bootlegs. La razón principal de este éxito se hallaba en que las letras de las canciones sintonizaban con el clima de disconformidad de amplios sectores de la población joven blanca con el apartheid, el rechazo al servicio militar obligatorio para blancos y el clima de represión cultural y sexual imperante en los años 1970 en la sociedad sudafricana.
También alcanzó gran difusión en Australia y Nueva Zelanda, sobre la base de lo cual Rodríguez realizó una gira por estos países entre 1979 y 1980. El éxito que este disco tuvo en los países de habla inglesa del hemisferio sur y su estatus como uno de los símbolos de la contracultura sudafricana en tiempos del apartheid, fueron durante muchos años desconocidos por el propio Rodríguez.
En 2008 fue reeditado en Estados Unidos por el sello Light in the Attic.

## Lista de canciones
| N.º | Título                                                              | Duración |  |
| 1.  | «Sugar Man»                                                         | 3:45     |  |
| 2.  | «Only Good For Conversation»                                        | 2:25     |  |
| 3.  | «Crucify Your Mind»                                                 | 2:30     |  |
| 4.  | «This Is Not a Song, It's an Outburst: Or, The Establishment Blues» | 2:05     |  |
| 5.  | «Hate Street Dialogue»                                              | 2:30     |  |
| 6.  | «Forget It»                                                         | 1:50     |  |
| 7.  | «Inner City Blues»                                                  | 3:23     |  |
| 8.  | «I Wonder»                                                          | 2:30     |  |
| 9.  | «Like Janis»                                                        | 2:32     |  |
| 10. | «Gommorah (A Nursery Rhyme)»                                        | 2:20     |  |
| 11. | «Rich Folks Hoax»                                                   | 3:05     |  |
| 12. | «Jane S. Piddy»                                                     | 2:54     |  |